# Robert Noack
Robert Lennart Siegfried Noack, född den 4 april 1983 i Norrköping, är en svensk skådespelare och sångare.

## Biografi
Robert Noack utbildade sig på Teaterhögskolan i Malmö där han tog examen våren 2011. Han har medverkat i flera produktioner, däribland föreställningen Strindberg och rädslorna tillsammans med komikern Josefin Johansson, och även varit verksam i frigruppen Ung utan pung.
Robert Noacks stora genombrott blev i huvudrollen som Karl Oskar i uppsättningen av Björn Ulvaeus, Benny Anderssons och Lars Rudolfssons musikal Kristina från Duvemåla på Svenska Teatern i Helsingfors åren 2012–2013. Samma roll hade han i Göteborgsoperans uppsättning av musikalen 2014–2015 och spelade rollen i uppsättningen på Cirkus, Stockholm 2015–2016.

## Teater

### Roller
| År   | Roll                    | Produktion                                                                          | Regi             | Teater                   |
| ---- | ----------------------- | ----------------------------------------------------------------------------------- | ---------------- | ------------------------ |
| 2015 | Karl Oskar              | Kristina från Duvemåla Benny Andersson, Björn Ulvaeus, Lars Rudolfsson och Jan Mark | Lars Rudolfsson  | Cirkus, Stockholm        |
| 2016 | Leevi Erik              | Fosterlandet Lucas Svensson                                                         | Anna Takanen     | Kulturhuset Stadsteatern |
| 2017 | Tony Elliot             | Billy Elliot Lee Hall och Elton John                                                | Ronny Danielsson | Kulturhuset Stadsteatern |
| 2018 |                         | Drottningsylt                                                                       |                  | Östgötateatern           |
| 2019 | Sixten Sparre           | Elvira Madigan Emma Sandanam, Mette Herlitz                                         | Anna Ståhl       | Parkteatern i Stockholm  |
| 2022 | Dal-Pelle Tomas Torpare | Kulla-Gulla Martha Sandwall-Bergström                                               | Maria Sid        | Kulturhuset Stadsteatern |
| 2023 | Josh                    | 9 to 5 Patricia Resnick och Dolly Parton                                            | Farnaz Arbabi    | Uppsala stadsteater      |
| 2025 | Don                     | Kinky Boots Harvey Fierstein och Cyndi Lauper                                       | Ronny Danielsson | Uppsala stadsteater      |